# Pic de l’Oussouet
Pic de l’Oussouet – szczyt górski położony we francuskiej części Pirenejów, w departamencie Pireneje Wysokie, na terenie gminy Gazost.